# Puerto de Montsor
El puerto de Montsor (en catalán, Coll de Montsor) es un puerto de montaña ubicado en el municipio de Puebla de Segur, en la provincia de Lérida. Está en el camino viejo de Puebla de Segur a Monsó.
De aquí parten los caminos que llevan a los sitios de las Marrades de Montsor, al sudoeste, la Loma de la Pleta (Serrat de la Pleta), al noroeste, y las Peñas de Queralt, al este. Está al norte del Cerro de la Llosa (Turó de la Llosa).